# Нихон Кобудо Кёкай
Нихон Кобудо Кёкай (яп. 日本古武道協会, «Ассоциация Традиционных Японских Воинских Искусств») или Ниппон Кобудо Кёкай — японская организация, принадлежащая Ниппон Будокан, целью которой является объединение, сохранение, продвижение и развитие классических боевых искусств Японии.

## История
19 февраля 1978 года состоялась первая Всеяпонская демонстрация Кобудо, организованная обществом Будокан. Через год, 17 февраля 1979 года, по согласованию представителей 52 школ и организаций древних боевых искусств была создана Ассоциация Традиционных Японских Воинских Искусств.
С 1981 по 1988 года в состав Нихон Кобудо Кёкай входило рекордное количество школ и организаций кобудо — 88. В марте 1982 года совместно с фондом Ниппон Будокан Кобудо была проведена первая демонстрация за рубежом в Париже, Франция.
25 ноября 1990 года был проведён первый мастер-класс по традиционным боевым искусствам Японии в Святилище Ицукусима.
В феврале 2009 года организация отпраздновала своё 30-летие организовав 32-й по счёту Тайкай в Токио, в котором приняло участие 40 различных школ. Демонстрация боевых искусств была впервые поделена на категории: сперва кэндзюцу, затем дзюдзюцу и так далее.
На 2009 год в состав Нихон Кобудо Кёкай входило 78 школ (80 стилей).

## Участники
Список школ, входящих в Нихон Кобудо Кёкай, на 2009 год выглядел следующим образом:
| 1. Рюсин Кацу-рю Дзюдзюцу (яп. 柳心介冑流柔術); 2. Сёсё-рю Явара (яп. 諸賞流和); 3. Ига-рюха Кацусин-рю Дзюдзюцу (яп. 為我流派勝新流柔術); 4. Кираку-рю Дзюдзюцу (яп. 気楽流柔術); 5. Тэндзин Синъё-рю Дзюдзюцу (Синдзаити) (яп. 天神真楊流柔術); 6. Тэндзин Синъё-рю Дзюдзюцу (Кавагоэ) (яп. 天神真楊流柔術); 7. Хасэгава-рю (яп. 長谷川流和術); 8. Дайто-рю Айки-дзюдзюцу (яп. 大東流合気術); 9. Кито-рю Дзюдзюцу (яп. 起倒流柔術); 10. Дайто-рю Айкидзюдзюцу Такумакаи (яп. 大東流合気柔術琢磨会); 11. Сибукава-рю Дзюдзюцу (яп. 渋川流柔術); 12. Сингэцу Мусо Янаги-рю Дзюдзюцу (яп. 心月無想柳流柔術); 13. Хонтай Ёсин-рю Дзюдзюцу (яп. 本體楊心流柔術); 14. Кукисин-рю Бодзюцу(яп. 高木流柔術) и Такаги-рю Дзюдзюцу (яп. 九鬼神流棒術); 15. Сэкигути Син Син-рю Дзюдзюцу (яп. 関口新心流柔術); 16. Такэноути-рю Дзюдзюцу Коси-но-мавари Когусоку (яп. 竹内流 柔術腰廻小具足); 17. Такэноути-рю Дзюдзюцу Хиносита Торидэ Кайсан (яп. 竹内流 柔術日下 捕手 開山); 18. Сибукава Ити-рю Дзюдзюцу (яп. 渋川一流柔術); 19. Бокудэн-рю Кэндзюцу (яп. 卜傳流剣術); 20. Мидзогути-ха Итто-рю Кэндзюцу (яп. 溝口派一刀流剣術); 21. Хокусин Итто-рю Кэндзюцу (яп. 北辰一刀流剣術); 22. Касима Синто-рю Кэндзюцу (яп. 鹿島新當流剣術); 23. Когэн Итто-рю Кэндзюцу (яп. 甲源一刀流剣術); 24. Тэнсин Сёдэн Катори Синто-рю Кэндзюцу (яп. 天真正伝香取神道流剣術); 25. Тацуми-рю Хэйхо (яп. 立身流兵法); 26. Касима Синдэн Дзикисинкагэ-рю (яп. 鹿島神傳直心影流); 27. Оно-ха Итто-рю Кэндзюцу (яп. 小野派一刀流剣術); 28. Синдо Мунэн-рю Кэндзюцу (яп. 神道無念流剣術); 29. Курама-рю Кэндзюцу (яп. 鞍馬流 剣術); 30. Тэннэн Рисин-рю Кэндзюцу (яп. 天然理心流剣術); 31. Ягю Синкагэ-рю Хэйхо Кэндзюцу (яп. 柳生新陰流兵法剣術); 32. Сингёто-рю Кэндзюцу (яп. 心形刀流剣術); 33. Сёдзицу Кэнри Катаити-рю Кэндзюцу (яп. 初實剣理方一流剣術); 34. Хёхо Нитэн Ити-рю Кэндзюцу (яп. 兵法二天一流剣術); 35. Нода-ха Нитэн Ити-рю Кэндзюцу (яп. 野田派ニ天一流剣術); 36. Унко-рю Кэндзюцу (яп. 雲弘流剣術); 37. Тайся-рю Кэндзюцу (яп. タイ捨流剣術); 38. Дзигэн-рю Кэндзюцу (яп. 示現流兵法剣術); 39. Нодати Дзигэн-рю Кэндзюцу (яп. 野太刀自顕流剣術); | 1. Хаясидзаки Мусо-рю Иайдзюцу (яп. 林崎夢想流居合術); 2. Мусо Дзикидэн Эйсин-рю Иайдзюцу (яп. 無雙直傳英信流居合術); 3. Тамия-рю Иайдзюцу (яп. 田宮流居合術); 4. Суйо-рю (яп. 水鷗流居合剣法) и Масаки-рю Кусаригамадзюцу (яп. 正木流鎖鎌術); 5. Хоки-рю Иайдзюцу (яп. 伯耆流 居合術); 6. Энсин-рю Иай Суэмоногири Кэмпо (яп. 円心流居合据物斬剣法); 7. Кансин-рю Иайдзюцу (яп. 貫心流居合術); 8. Сёдзицу Кэнри Катаити-рю Каттю Баттодзюцу (яп. 初実剣理方一流甲冑抜刀術); 9. Канэмаки-рю Баттодзюцу (яп. 鐘捲流抜刀術); 10. Сэкигути-рю Баттодзюцу (яп. 関口流抜刀術); 11. Овари Кан-рю Содзюцу (яп. 尾張貫流槍術); 12. Фудэн-рю Содзюцу (яп. 風伝流槍術); 13. Ходзоин-рю Такада-ха Содзюцу (яп. 宝蔵院流高田派槍術); 14. Сабури-рю Содзюцу (яп. 佐分利流槍術); 15. Мухи Мутэки-рю Дзёдзюцу (яп. 無比無敵流杖術); 16. Синто Мусо-рю Дзёдзюцу (яп. 神道夢想流杖術); 17. Тикубудзима-рю Бодзюцу (яп. 竹生島流棒術); 18. Тода-ха Буко-рю Нагинатадзюцу (яп. 戸田派武甲流薙刀術); 19. Тэндо-рю Нигинатадзюцу (яп. 天道流薙刀術); 20. Дзикисинкагэ-рю Нагинатадзюцу (яп. 直心影流薙刀術); 21. Ёсин-рю (яп. 楊心流薙刀術); 22. Хиго Ко-рю Нагината (яп. 肥後古流薙刀); 23. Рюкю Кобудзюцу (яп. 琉球古武術); 24. Вадо-рю Дзюдзюцу Кэмпо (яп. 和道流柔術拳法); 25. Итосу-рю Каратэ (яп. 糸州流空手); 26. Рюкю окэ Хидэн Мотобу Удондэ (яп. 琉球王家秘伝武術本部御殿手); 27. Кигай-рю Каратэ Окинава Кобудзюцу (яп. 金硬流唐手沖縄古武術); 28. Окинава Годзю-рю Будзюцу (яп. 沖縄剛柔流武術); 29. Ягю Синган-рю Каттю Хэйхо (яп. 柳生心眼流甲胄兵法); 30. Ягю Синган-рю Тайдзюцу (яп. 柳生心眼流體術); 31. Сэки-рю Ходзюцу (яп. 関流砲術); 32. Морисигэ-рю Ходзюцу (яп. 森重流砲術); 33. Ё-рю Ходзюцу (яп. 陽流砲術); 34. Араки-рю Кэмпо (яп. 荒木流拳法); 35. Араки-рю Гунё Когусоку (яп. 荒木流軍用小具足); 36. Нэгиси-рю Сюрикэндзюцу (яп. 根岸流手裏剣術); 37. Огасавара-рю Кюбадзюцу (яп. 小笠原流弓馬術); 38. Нито Синкагэ-рю Кусаригамадзюцу (яп. 二刀神影流鎖鎌術); 39. Такэда-рю Айки-но-дзюцу (яп. 武田流合気之術). |